# Белый корабль (фильм)
«Белый корабль» (итал. La nave bianca) — дебютный кинофильм режиссёра Роберто Росселлини, вышедший на экраны в 1941 году. Эта пропагандистская лента, снятая по заказу военно-морских сил Италии, открывает так называемую «фашистскую трилогию» в творчестве Росселлини, куда также относятся фильмы «Пилот возвращается» (1942) и «Человек с крестом» (1943). Картина была показана на Венецианском кинофестивале 1941 года, где удостоилась Кубка фашистской партии.
Фильм соединяет практически документальную хронику жизни итальянских военных моряков с романтической историей, сыгранной непрофессиональными актёрами. Наряду с другими фильмами этой эпохи «Белый корабль» считается произведением, непосредственно предшествующим неореализму, история которого неразравно связана с именем Роберто Росселлини.

## Сюжет
Матрос Аугусто собирается в увольнительную, чтобы встретиться с молодой учительницей Еленой, с которой они познакомились по переписке и которая приехала его навестить. Однако в последний момент на судно поступает приказ сняться со якоря и отправиться в поход. В ходе последующего жестокого сражения — битвы против Королевского флота при мысе Теулада — молодой человек получает серьёзные ранения, его переправляют на плавучий госпиталь, где делают срочную операцию. Когда в госпитале сменяется состав медсестёр, среди прибывших оказывается и Елена, которая, оставаясь инкогнито, принимается ухаживать за Аугусто.